# نومیدیادد
نومیدیادد(نام علمی: Numidotherium) نام یک سرده از راسته فیل‌سانان است.